# Gemlenz
Gemlenz (oberfränkisch ebenfalls: Gemlends) ist ein Gemeindeteil der Großen Kreisstadt Kulmbach im Landkreis Kulmbach (Oberfranken, Bayern). Gemlenz liegt in der Gemarkung Lehenthal.

## Geografie
Die Einöde liegt am Ziegelhüttener Forst. Ein Anliegerweg führt nach Lehenthal (1,1 km nordöstlich).

## Geschichte
Der Ort wurde 1217 als „Gemelenze“ erstmals urkundlich erwähnt, als Otto Herzog von Meranien dem Kloster Banz ein Praedium, das er in diesem Ort hatte, übergab. Im 14. bis 16. Jahrhundert wurde auch die Form „Gemlitz“ bezeugt, eine Angleichung an benachbarte Orte, die auf -itz enden. Das Bestimmungswort des Ortsnamens ist „gamille“ (mhd. für Kamille), die Bedeutung des Grundwortes ist unklar.
Gegen Ende des 18. Jahrhunderts gab es in Gemlenz 2 Anwesen. Das Hochgericht und die Dorf- und Gemeindeherrschaft standen dem bayreuthischen Stadtvogteiamt Kulmbach zu. Das Kastenamt Kulmbach war Grundherr der beiden Höfe.
Von 1797 bis 1810 unterstand der Ort dem Justiz- und Kammeramt Kulmbach. Mit dem Gemeindeedikt wurde Gemlenz dem 1811 gebildeten Steuerdistrikt Lehenthal und der 1812 gebildeten gleichnamigen Ruralgemeinde zugewiesen. Am 1. Januar 1976 wurde Gemlenz im Zuge der Gebietsreform in Bayern nach Kulmbach eingegliedert.

### Einwohnerentwicklung
| Jahr      | 001809 | 001818 | 001861 | 001871 | 001885 | 001900 | 001925 | 001950 | 001961 | 001970 | 001987 |
| Einwohner | 16     | 19     | 21     | 17     | 23     | 26     | 20     | 37     | 26     | 16     | 10     |
| Häuser    |        | 3      |        |        | 3      | 3      | 4      | 4      | 4      |        | 2      |
| Quelle    | [ 11 ] | [ 8 ]  | [ 12 ] | [ 13 ] | [ 14 ] | [ 15 ] | [ 16 ] | [ 17 ] | [ 18 ] | [ 19 ] | [ 1 ]  |

## Religion
Gemlenz ist seit der Reformation evangelisch-lutherisch geprägt und nach Lehenthal gepfarrt.